# Marie-Madeleine Lachenais

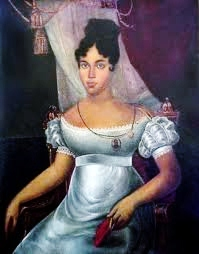
Marie-Madeleine Lachenais

Marie-Madeleine Lachenais, känd som Joust, född 1778 i Arcahaie på Haiti, död 22 juli 1843 i Kingston på Jamaica, var en de facto politiker på Haiti under Alexandre Sabès Pétion och Jean-Pierre Boyers regeringstid som presidenter. Hon utövade ett stort inflytande över politiken i Haiti under 36 år, från 1807 till 1843, och har kallats "Två presidenters president". Hennes politiska inflytande anses sakna motstycke på Haiti före introduktionen av kvinnlig rösträtt.

## Biografi
Marie-Madeleine Lachenais var dotter till Marie Thérèse Fabre och den franske översten de Lachenais. Hon fick 1802 en dotter med kommendanten i  Arcahaie, Marc-Joseph Laraque, Marie-Joseph Fine. Larchais hade ett förhållande med Alexandre Petion, med vilken hon hade två döttrar, Celie och Hersilie.   
Alexandre Petion blev Haitis president 1807, och Lachenais intog då en inflytelserik ställning som hans rådgivare. Hon understödde Jean-Pierre Boyer som hans efterträdare, och övertygade Petion att utse honom till sin efterträdare, trots opposition från flera andra kandidater som ansågs stå i tur för posten. Efter Boyers installation som president stannade hon i palatset och blev både älskarinna och politisk rådgivare åt denne. Paret fick en dotter, Azema. 
Larchais anses ha påverkat många parlamentetsbeslut och lagförslag under Boyers regeringstid mellan 1818 och 1840. Då Boyer, efter att slutligen ha slutit fred mellan Haiti och Frankrike 1838, beslutade att abdikera ska det ha varit Lachenais som fick honom att avstå, och det ska också ha varit efter hennes ingripande som en konspiration med deltagande av Faustin Soulouque blev avslöjad och förhindrad.       
År 1843 blev emellertid Boyer tvingad att avstå från presidentposten genom en kupp. Lachenais blev den 13 mars tillsammans med sina döttrar under namnet "presidentens familj" eskorterade till skeppet Scylla där de följde Boyer i exil till Jamaica. De tillerkändes en statlig pension, officiellt endast för hennes dotter Cecile Petion. Boyer ska ha gift sig med henne, eller haft för avsikt att göra det, strax före hennes död. Marie-Madeleine Lachenais avled kort efter ankomsten till Jamaica.    